# الخرابة (جبلة)

تعديل مصدري - تعديل

الخرابة محلة تابعة لقرية الخروف، التابعة لعزلة الربادي بمديرية جبلة إحدى مديريات محافظة إب في الجمهورية اليمنية، بلغ تعداد سكانها 58 حسب تعداد اليمن لعام 2004.